# 稲垣康善
稲垣 康善（いながき やすよし、1939年 - ） は、日本の情報工学者。名古屋大学名誉教授。元国立大学法人豊橋技術科学大学理事・副学長。元電子情報通信学会副会長。

## 人物・経歴
1962年名古屋大学工学部電子工学科卒業。鳥脇純一郎は研究室の同期。1966年電気通信学会稲田賞受賞。1967年名古屋大学大学院工学研究科電子工学専攻博士課程修了、工学博士。名古屋大学工学部助手、名古屋大学工学部講師、名古屋大学工学部助教授を経て、1977年三重大学工学部教授。1981年名古屋大学工学部教授。1992年電子情報通信学会論文賞受賞。1994年名古屋大学工学部長。1996年電子情報通信学会情報システムソサイエティ会長。愛知県立大学情報科学部教授、国立大学法人豊橋技術科学大学理事・副学長、東海情報通信懇談会会長なども務めた。平成30年秋の叙勲で瑞宝中綬章受章。情報処理技術の基礎分野で、先駆的研究を進めたとして、情報処理学会フェロー顕彰。

## 著作

### 著書
- 『オートマトン・形式言語理論と計算論』（福村晃夫と共著）岩波書店 1982年
- 『コミュニケーションとコンピュテーション』岩波書店 2003年

### 訳書
- Erwin Engeler著『計算の理論入門』日本コンピュータ協会 1976年